# بوبنيشر
بُوبَنَيْشَر أو بُوبَنَشْوَر (بالهندستانية: ) مدينة في بلاد الهند وعاصمة ولاية أديشة. ويرجع تاريخ المدينة لأكثر من 3000 سنة بدءًا من سلالة ماهاميجغا-باهانا شيدي (حوالي القرن2 قبل الميلاد) التي كانت عاصمتها مدينة سيسوبالجريه بالقرب من بوبنيشر في العصر الحالي. وقد عرفت مدينة بوبنيشر بأسماء مثل توشالي وكالينجا ناجاري وناجار كالينجا وإيكامرا كنعان وإيكامرا كاشيترا ومانديرا ماليني ناجاري (مدينة المعابد) والمعروفة أيضًا باسم مدينة معبد الهند. بوبنيشر، تعني حرفيًا رب (Eeswar) الكون (Bhuban). وهي أكبر مدن أوريسا كما أنها مركزاً ذا أهمية اقتصادية ودينية في المنطقة حالياً.
امتلاك بوبنيشر للتماثيل الرائعة والتراث المعماري، بالإضافة إلى قداستها كـإيكامراكشيترا (Ekamrakshetra) يجعلها واحدة من أكبر المراكز الدينية في ولاية أوريسا منذ أيام العصور الوسطى المبكرة. وبسبب احتوائها على عدد كبير من المعابد الهندوسية (تجاوز عددها ال 600 معبد )، والتي تغطي كل أشكال العمارة في كالينجا، غالبًا ما يشار إليها باسم مدينة معبد الهند وتشكل مع بوري وكونارك Swarna Tribhuja (المثلث الذهبي)؛ الذي يعد واحدًا من الوجهات الأكثر زيارة في شرق الهند.
وقد قام بتصميم المدينة الحديثة بوبنيشر المهندس المعماري الألماني أوتو كونيجسبيرجا (Otto Königsberger) عام 1946. ومثل جمشيدبور وشانديغار، تعد المدينة واحدة من أولى المدن المخطط لها في الهند الحديثة. ونظرًا لأن محمية شانداكا تحمي الغابة على الحدود، تعد المدينة، التي تتوفر بها مساحات خضراء، واحدة من أنظف المدن وأكثرها خضرة في الهند.
وقد حلت مدينة بوبنيشر محل كوتاك باعتبارها العاصمة السياسية لولاية أوريسا عام 1948، بعد عام من حصول الهند على استقلالها من بريطانيا. بوبنيشر وكوتاك غالبًا ما يعرفان معًا باسم المدينتين التوأم لولاية أوريسا. ويبلغ عدد سكان منطقة العاصمة التي شكلتها المدينتين التوأم 1.4 مليون نسمة عام 2011. ويتم تصنيف مدينة بوبنيشر كمدينة من الدرجة الثانية. وباعتبارها مركزًا لتكنولوجيا المعلومات الناشئة (IT)، جعل ازدهار صناعتي المعادن ومعالجة المعادن من مدينة بوبنيشر واحدة من أسرع المدن نموًا في الهند في السنوات الأخيرة.

## وصلات خارجية
- Bhubaneswar Development Authority
- الموقع الرسمي لشركة بوبنيشر البلدية (BMC) (بالإنجليزية)
- وجهات سياحية في بوبنيشر نسخة محفوظة 25 يونيو 2014 على موقع واي باك مشين. (بالإنجليزية)